# Gaj Kasij Longin
Gaj Kasij Longin (latinsko Caivs Cassivs Longinvs) je bil rimski senator in državnik in z Markom Junijem Brutom vodja zarote, v kateri je bil ubit Julij Cezar, * 87 pr. n. št., † oktober 42 pr. n. št..
V mladosti je na Rodosu študiral filozofijo, kjer se je naučil tudi grškega jezika.  Poročen je bil z Junijo Tercijo, polsestro Marka Junija Bruta. 
Leta 53 pr. n. št. je kot kvestor odšel z Markom Licinijem Krasom na pohod proti Partom. Kras se je kljub Kasijevim opozorilom odločil za odprto bitko pri Karah, v kateri je doživel težak poraz in bil zatem s prevaro ubit. Kasiju je uspelo rešiti ostanke rimske vojske in se umakniti v Sirijo. Naslednji dve leti je bil provincijski namestnik Sirije. 
Po vrnitvi v Rim leta 50 pr. n. št. je bil obtožen za izsiljevanje denarja med službovanjem v Siriji. Sojenje je na njegovo srečo prekinila državljanska vojna med Cezarjem in Gnejem Pompejem. Kot eden od ljudskih tribunov za leto 49 pr. n. št. se je pridružil optimatom. Ko je Cezar prešel Rubikon in krenil proti Rimu, je pobegnil k Pompeju in postal poveljnik njegovega ladjevja. Leta 48 pr. n. št. je v vodah Sicilije uničeval Cezarjeve ladje, ko je izvedel za Pompejev poraz v bitki pri Farzalu pa je nameraval odpluti v Helespont in se združiti s pontskim kraljem Farnakom II.. Na poti proti Helespontu ga je Cezar ujel in ga prisilil k vdaji. Pod Cezarjem je kot legat služil prav v vojni proti Farnaku, s katerim je nameraval skleniti zavezništvo proti Cezarju.  Kasneje se je odločil, da se ne bo na Cezarjevi strani boril proti Pompejevcem, ki jih je vodi Katon mlajši. Vrnil se je v Rim in se umaknil iz političnega življenja. 
Po Cezarjevi zmagi v državljanski vojni je postal pretor peregrin in bi po izteku mandata moral postati guverner Sirije. S svakom Markom Junijem Brutom sta medtem začela kovati zaroto proti Cezarju in iskati zaveznike. Na dan marčevih id 15. marca 44 pr. n. št. so zarotniki Cezarja umorili. Cezarjevi morilci niso želeli sprožiti nove državljanske vojne, zato bližnjih Cezarjevih sodelavcev niso pobili. Mark Antonij je izkoristil priložnost in na svojo stran dobil rimsko prebivalstvo, nezadovoljno zaradi Cezarjevega umora, in prisilil morilce, da so zapustiti Rim in se umakniti v oddaljene province. 
Kasiju je na vzhodu uspelo na svojo stran dobiti 12 legij in zaveznike med provincijskimi namestniki in lokalnimi vladarji. Ko je obvladal Sirijo, se je v  Smirna pridružil Brutu v boju proti Cezarjevi zaveznikom, ki so se združili v drugi triumvirat. Odločilna bitka med njimi se je bíla leta 42 pr. n. št. pri Filipih v Makedoniji. Medtem, ko je Brut potolel Oktavijanove legije, je Kasij pretrpel poraz proti Marku Antoniju. Kasij, prepričan da sta z Brutom doživela popoln polom, je naredil samomor. Brut ga je objokoval kot poslednjega Rimljana in ga pokopal na otoku Tasosu.  
Glej tudi:
- Bitka pri Kari
- Cezarjeva državljanska vojna
- Atentat na Julija Cezarja
- Osvoboditeljska državljanska vojna
- Bitka pri Filipih